# Мур, Баррингтон
Баррингтон Мур младший (англ. Barrington Moore Jr.; 12 мая 1913 — 16 октября 2005) — американский социолог и политолог, представитель исторической социологии.

## Биография
Сын Баррингтона Мура старшего (Barrington Moore Sr.), лесничего и учёного в области лесоведения и экологии.
Доктор социологии Йельского университета (1941).
Во время второй мировой войны работал в Управлении стратегических служб, где познакомился со своей будущей женой Элизабет (ум. 1992).
С 1945 года преподавал социологию в Чикагском университете. В 1948—1979 в Гарвардском университете. С 1951 года сотрудник Центра русских исследований Гарвардского университета, его первые публикации были посвящены советскому политическому режиму.

## «Социальные истоки диктатуры и демократии»
Публикация главного труда Мура «Социальные истоки диктатуры и демократии» произвела мировоззренческий переворот в западной социологии, в которой в 1960-е годы господствовали ранние теории модернизации, представлявшие историю как линейный процесс. Основная идея Мура состоит в том, что переход от традиционного аграрного общества к современному урбанистическому происходил в истории тремя путями:
1. буржуазные революции, в результате которых возникает либеральная демократия (Великобритания, Франция, США);
2. «революции сверху», осуществляемые авторитарным государством и в конечном итоге приводящие к установлению фашистских диктатур (Германия, Япония);
3. крестьянские революции, приводящие к возникновению коммунистических режимов (Россия, Китай).

Общий вывод Мура: залог успеха либерально-демократической модернизации — наличие сильной буржуазии, способной подчинить себе государственную власть (как в Англии и США), либо свергнуть её и создать государство на буржуазно-демократических принципах (как во Франции), «без буржуазии не бывает демократии» (англ. «no bourgeois, no democracy»). Сохранение привилегированного положения землевладельческой аристократии при наличии экономически активной, но политически слабой буржуазии было предпосылкой возникновения фашистского режима.
Когда буржуазия ещё слаба, а государство и землевладельческая аристократия вырождаются, и в то же время сохраняется многочисленное недовольное существующим положением крестьянство, происходит коммунистическая модернизация. В результате крестьянского бунта, «бессмысленного и беспощадного», разрушается аристократическое государство, сметается аристократия и буржуазия, но не способное выдвинуть положительную программу преобразований крестьянство превращается в объект модернизации со стороны городской интеллигентско-рабочей партии.

## Сочинения
- Soviet Politics — The Dilemma of Power: The Role of Ideas in Social Change, Harvard University Press, Cambridge, 1950.
- Terror and Progress, USSR: Some Sources of Change and Stability in the Soviet Dictatorship, Harvard University Press, Cambridge, 1954.
- Barrington Moore, Jr., Robert Paul Wolff[англ.], Herbert Marcuse A Critique of Pure Tolerance, Beacon Press, Boston, 1965.
- Social Origins of Dictatorship and Democracy: Lord and Peasant in the Making of the Modern World, Beacon Press, Boston, 1966. ISBN 0-8070-5073-3.
  - Социальные истоки диктатуры и демократии. Роль помещика и крестьянина в создании современного мира. — Высшая школа экономики, 2016. — 488 с. — ISBN 978-5-7598-1004-9, 978-080705073-6
- Injustice: The Social Bases of Obedience and Revolt. — NY, 1978. ISBN 0-333-24783-3